# Диана (Сент-Годенс)
Диана Сент-Годенса — скульптура богини Дианы как знаковый символ и достопримечательность города Нью-Йорка, украшавшая здание Мэдисон-сквер-гарден (Мэдисон-сквер-гарден II).
С 1932 года находится в коллекции Филадельфийского художественного музея.

## История
Скульптура была заказана американским архитектором Стэнфордом Уайтом в качестве флюгера для башни Мэдисон-сквер-гардена — крытой арены на пересечении улиц 26th Street и Мэдисон-авеню в Манхэттене. Он уговорил своего друга — скульптора Огастеса Сент-Годенса выполнить работу бесплатно, взяв на себя оплату стоимости материалов. Моделью для статуи Дианы стала Джулия Бэйрд (Julia «Dudie» Baird). Лицом богини стала Давида Джонсон Кларк (Davida Johnson Clark) — долгое время также работавшая натурщицей для скульптора, ставшая матерью его внебрачного сына Луи.

### Первый вариант

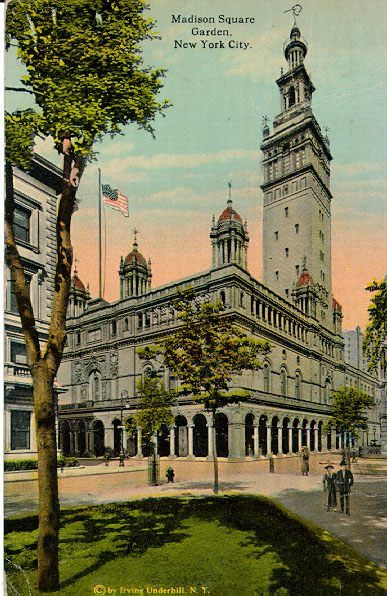
Мэдисон-сквер-гарден с Дианой на открытке США

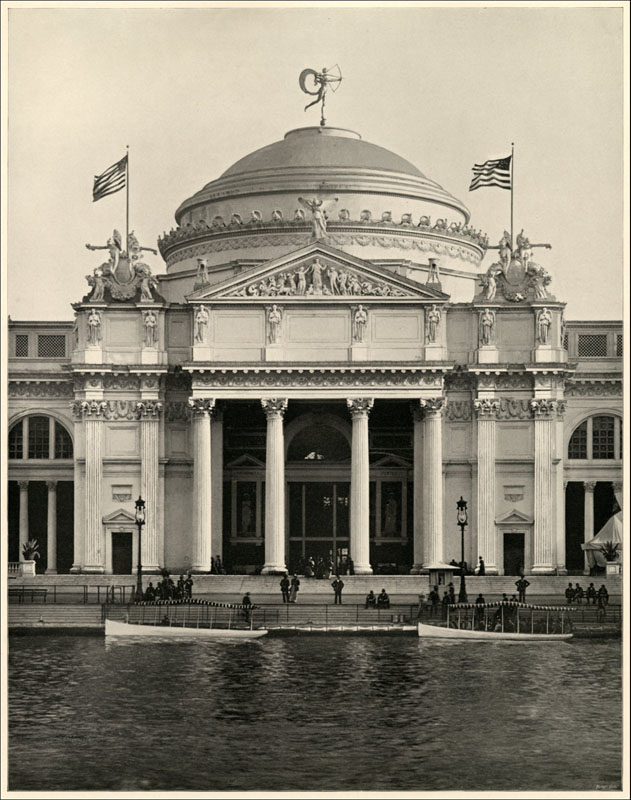
Статуя Дианы на Всемирной выставке в Чикаго

Первая версия скульптуры, созданная компанией W. H. Mullins Manufacturing Company из города Салем, штат Огайо, имела высоту 5,5 метров и весила 820 кг. Дизайн Сент-Годенса предполагал, что для равновесия его работа будет опираться на шар носком левой ноги. Но мастерская не смогла пропустить вращающийся стержень через носок, поэтому конструкция была изменена, и фигура стала опираться на пятку.
29 сентября 1891 года статуя богини Дианы была установлена на вершине одной из башен комплекса Мэдисон-сквер-гарден, построенного годом раньше на месте снесённой открытой спортивной арены. Добавление статуи на почти 93-метровую башню сделало её самой высокой в городе. Развевающийся шарф богини предназначался для того, чтобы ловить ветер как флюгер. Но из-за своей массивности статуя не смогла плавно вращаться.
Вскоре после установки как Уайт, так и Сент-Годенс пришли к выводу, что фигура была слишком большой для здания, и решили создать новую, меньшего размера. Пока архитектор и скульптор занимались разработкой новой Дианы, менее чем через год первая статуя была снята с башни Мэдисон-сквер-гардена и отправлена в Чикаго для участия во Всемирной выставке 1893 года. Сент-Годенс возглавлял скульптурный комитет Чикагской экспозиции. Его первоначальный план состоял в том, чтобы поместить Диану на вершине женского павильона (Women’s Pavilion), но городской совет Союза христианских женщин был против и настоял, чтобы обнажённая фигура была одета. Сент-Годенс не стал спорить и разместил Диану на вершине сельскохозяйственного здания (Agricultural Building).
Оригинальная скульптура Дианы не сохранилась. В июне 1894 года, через восемь месяцев после закрытия выставки, здание сельскохозяйственного павильона охватил сильный пожар. Нижняя часть статуи была разрушена; верхняя часть пережила пожар, но позже была потеряна.

### Второй вариант
Статуя Дианы была полностью переработана Сент-Годенсом. Он придал ей более элегантную позу с более тонкой фигурой, меньшей грудью и более изящным расположением ног. Чтобы лучше соответствовать пропорциям башни арены Мэдисон-сквер-гардена, высота скульптуры была уменьшена до 4,4 метров. Её вес также уменьшился за счёт пустотелости и составил 318 кг (более чем на 60 % меньше, чем первая версия); флюгер стал легко поворачиваться вместе с направлением ветра. Теперь новая конструкция балансировала на шаре на левом носке, как было задумано первоначально. Диана была установлена на вершину башни 18 ноября 1893 года. Выполненная из меди, она была позолочена и освещённую солнцем её можно было увидеть со всего города. Ночью конструкцию освещали электрические фонари (новинка того времени); она стала первой статуей в истории, освещаемой электричеством.

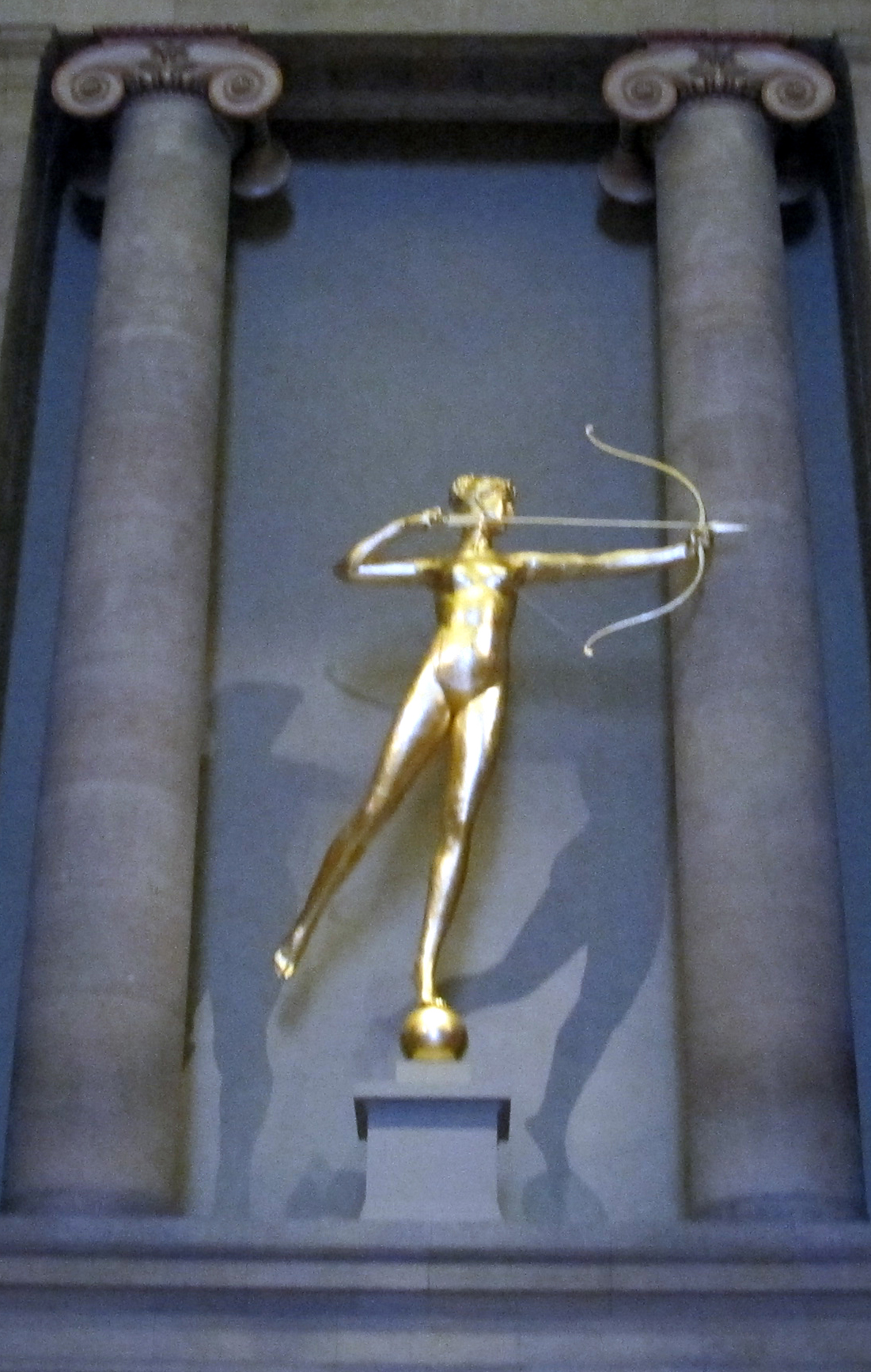
Современный вид статуи Дианы

Когда Мэдисон-сквер-гарден в 1925 году начали готовить к сносу, чтобы освободить место для строительства здания Нью-Йорк-Лайф-билдинг скульптура Дианы была демонтирована и помещена в хранилище. Предполагалось, что статуя останется в Нью-Йорке и ей найдут новое место. Однако семилетний период поиска оказался бесполезным. В 1932 году компания New York Life Insurance Company передала статую в дар Художественному музею Филадельфии, где она остаётся по настоящее время, представленная на балконе зала Great Stair Hall.
За время нахождения в хранилище после 30-летнего нахождения на открытом воздухе, бо́льшая часть позолоченной поверхности скульптуры была нарушена. Филадельфийский художественный музей очистил и отремонтировал статую, но покрытие из сусального золота не было заменено. Только в 2013 году прямо в здании музея были сооружены строительные леса для основательной реставрации статуи. Была тщательно очищена её поверхность и выполнен химический анализ золотого покрытия. Поверхность статуи была отремонтирована и снова покрыта сусальным золотом. Также была выполнена новая специальная система её освещения. 14 июля 2014 года отреставрированная статуя была открыта для обзора посетителей музея.

### Копии статуи Дианы
Стэнфорду Уайту так понравилась вторая версия скульптуры, что он попросил Сент-Годенса создать копию из цемента в два раза меньшего размера. Она была установлена в 1894 году в саду поместья Уайта на Лонг-Айленде в Бокс-Хилле, где простояла много лет. Позже эта цементная работа была использована для изготовления двух бронзовых отливок в 1928 году и шести бронзовых отливок в 1987 году:
- копии 1928 года:
  - Метрополитен-музей, Нью-Йорк
  - Басс-холл[англ.], Форт-Уэрт, Техас
- копии 1987 года:
  - Мэдисон-сквер-гарден, Нью-Йорк
  - Сад Брукгрин[англ.], Южная Каролина
  - Художественный музей Принстонского университета, Принстон
  - Частная коллекция, Сент-Джеймс[англ.], Нью-Йорк
  - Частная коллекция, Чикаго, Иллинойс
  - Частная коллекция, Санта-Фе, Нью-Мексико

Оригинальная цементная статуя в настоящее время находится в коллекции Музея американского искусства Амона Картера.

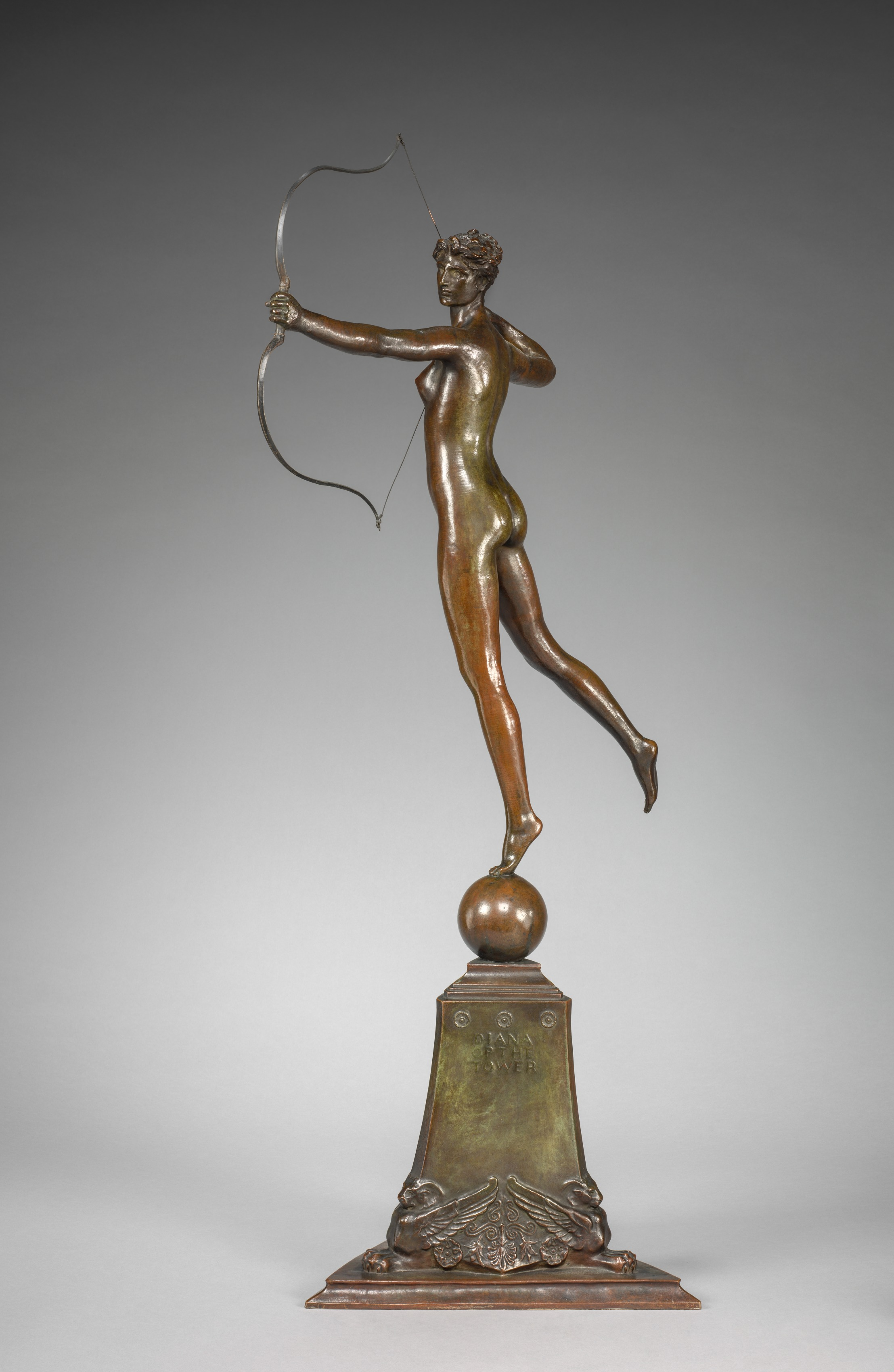
Музей Кливленда
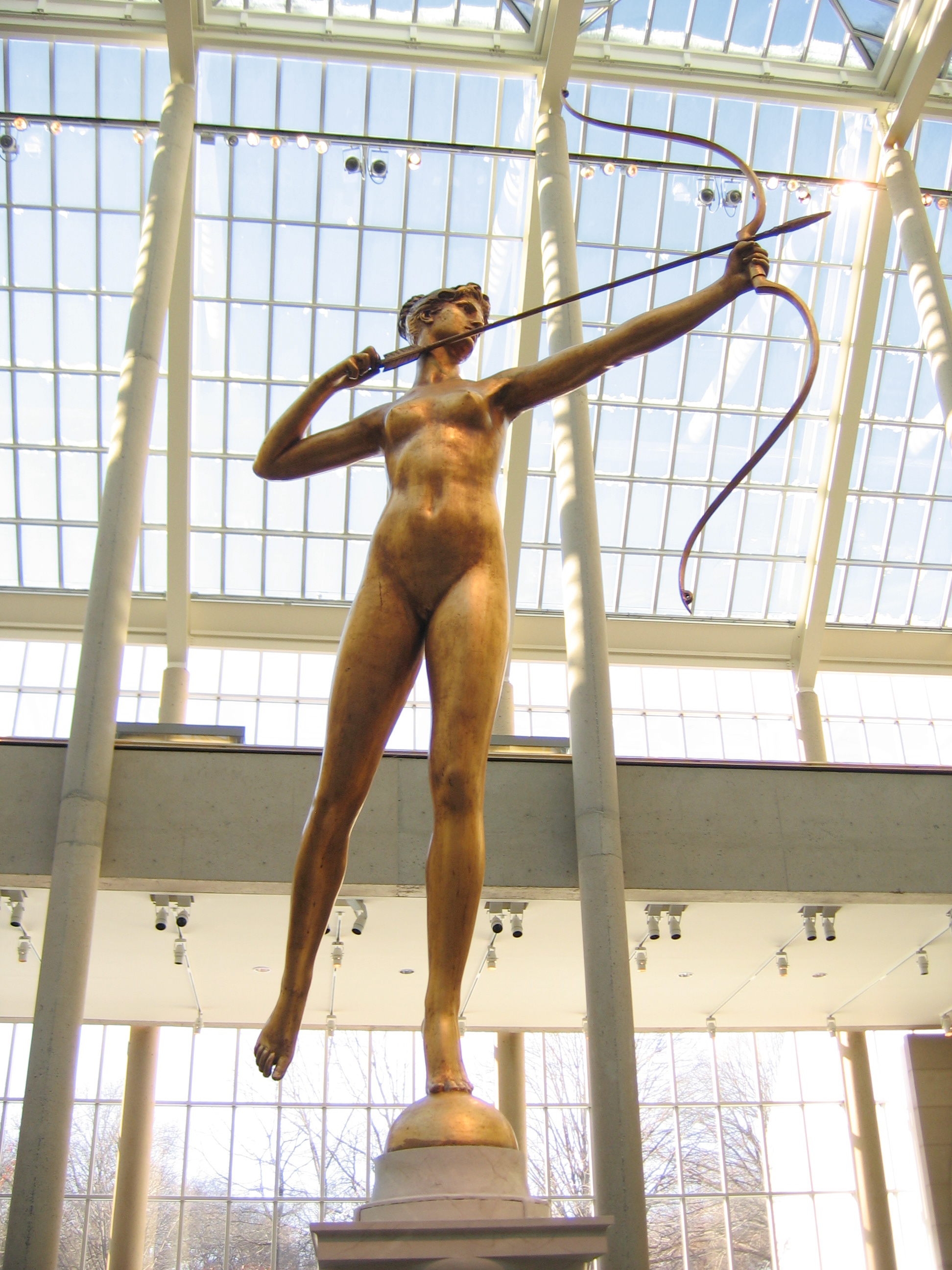
Метрополитен-музей
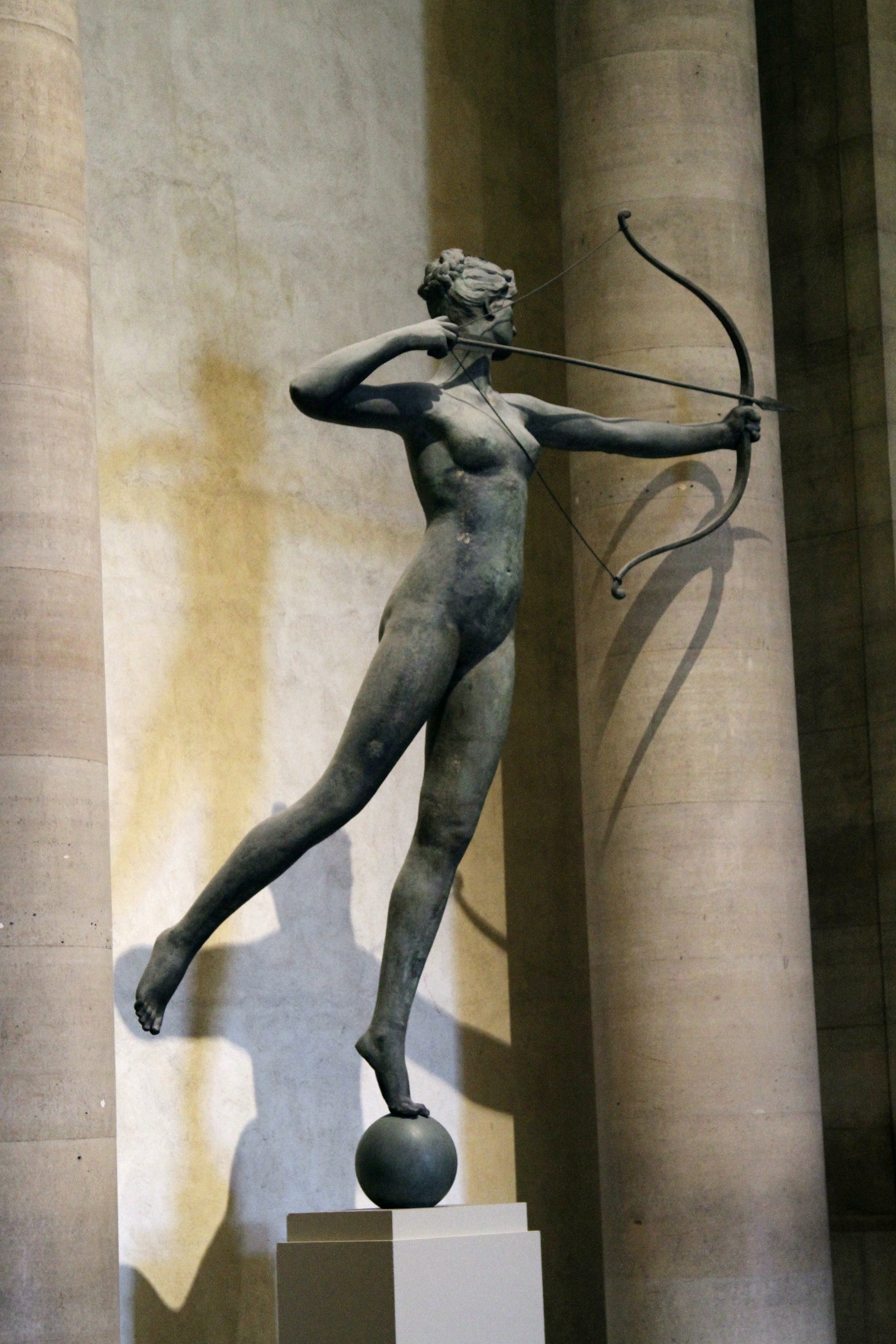
Музей Филадельфии
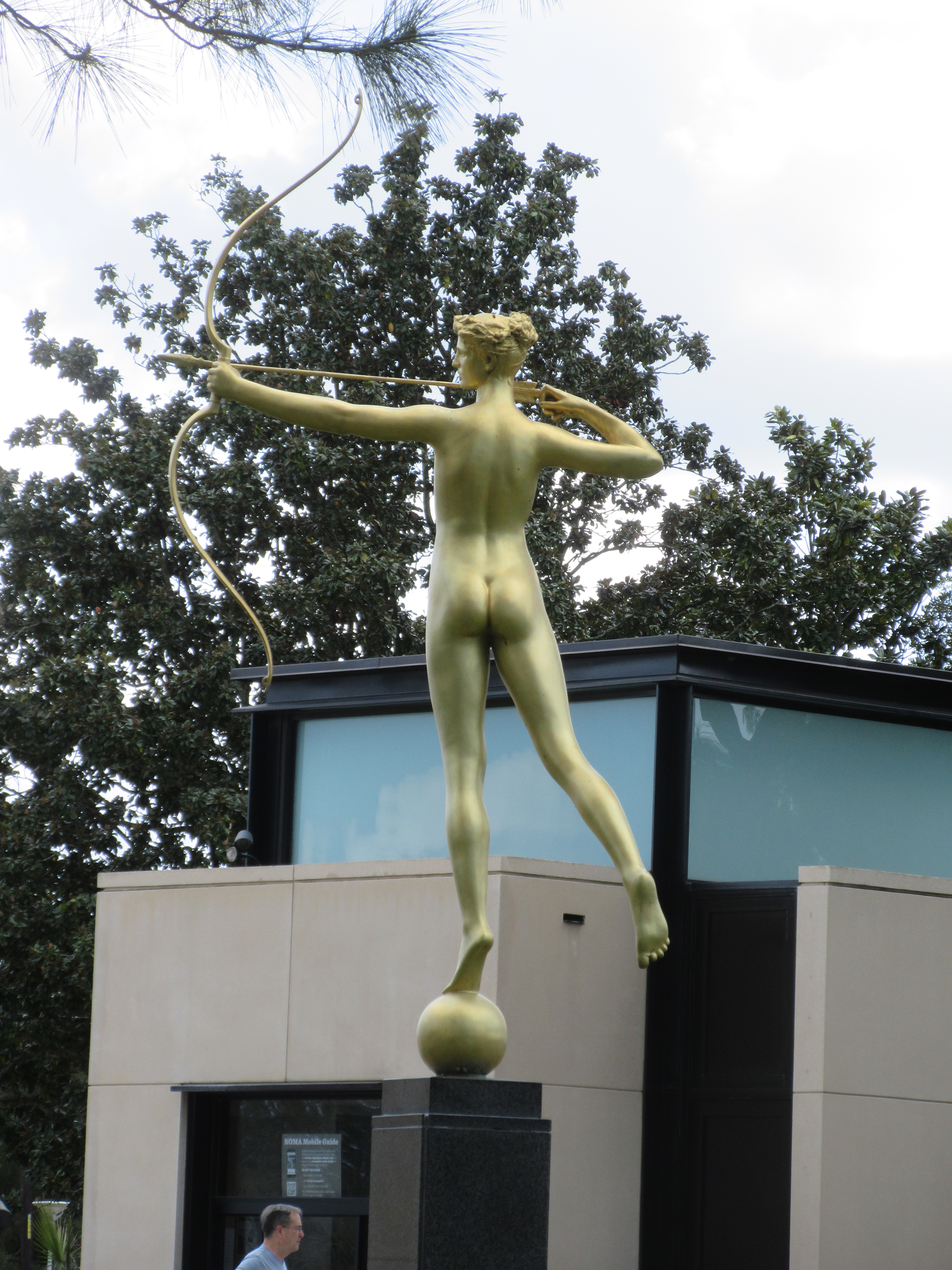
Музей Нового Орлеана
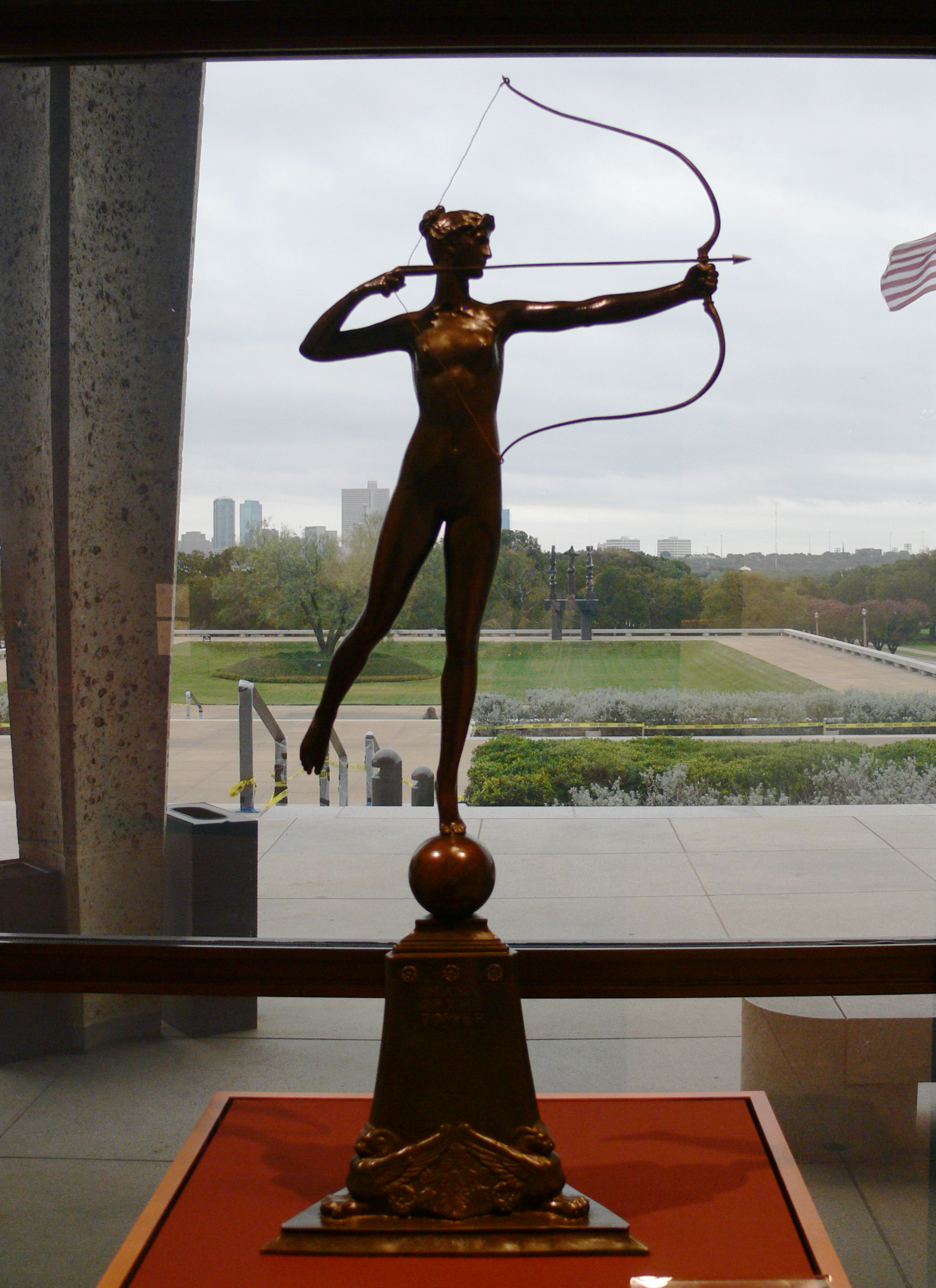
Музей Амона Картера